# ジローラモ・サヴォナローラの肖像
『ジローラモ・サヴォナローラの肖像』（ジローラモ・サヴォナローラのしょうぞう、伊: Ritratto di Girolamo Savonarola、英: Portrait of Girolamo Savonarola）は、イタリア・ルネサンスの画家フラ・バルトロメオが1498年ごろ、板上に油彩で制作した絵画である。この作品は改革者ジローラモ・サヴォナローラ (1452-1498年) がまだ生存しており、フラ・バルトロメオがフィレンツェでサヴォナローラ の宗教刷新運動の追随者であった時代に描かれたと考えられている。作品は、フィレンツェのサン・マルコ美術館 (旧サン・マルコ修道院) に収蔵されている。

## 作品
フェラーラ出身のサヴォナローラは、しばらくサン・マルコ修道院の修道院長であった。自身がフィレンツェの腐敗した生き方と信じたものと闘おうとして、宗教的運動に関わった。彼は多くの追随者を引きつけたが、有名な「虚栄の焼却」を奨励して、多くの世俗的な物品が燃やされた。この運動はフラ・バルトロメオを含む何人かの芸術家も引きつけ、フラ・バルトロメオは若い時代の何点かの裸体像を焼却したと考えられている。
サヴォナローラは都市の政治的・宗教的権威と対立することとなり、最終的に破門され、1498年5月23日にフィレンツェのシニョリーア広場で火刑にされた。サヴォナローラの死後の1500年、フラ・バルトロメオはドミニコ会に入り、絵画制作を放棄した。そして、1504年にドミニコ会からふたたび絵画制作を奨励されるまでは絵筆をとらなかった。
この肖像画はおそらくサヴォナローラの人生の最後の年に制作されたもので、この宗教改革者に対するフラ・バルトロメオの賞賛と支持を表明している。サヴォナローラは暗い背景の中、左側を向いた横顔で表され、フードも含め暗色の宗教的衣服を身に着けている。彼の横顔は鋭く、決意を示しているように見え、画面下部のラテン語の銘文「神に遣わされた、フェラーラの預言者ジローラモの肖像」は、彼の使命に対するフラ・バルトロメオの支持を表している。
この肖像画は、2016年にロッテルダムのボイマンス・ヴァン・べーニンゲン美術館で開かれた展覧会「フラ・バルトロメオー聖なるルネサンス (Fra Bartolommeo – The Divine Renaissance) 」に出品された。